# Salave
Salave fue una parroquia española del concejo de Castropol, perteneciente a Asturias. Se fusionó con la de Campos para dar lugar a la de Campos y Salave, ahora parte de Tapia de Casariego.

## Historia
Hacia mediados del siglo XIX, la parroquia, por entonces perteneciente a Castropol, tenía contabilizada una población de 539 habitantes. Aparece descrita en el decimotercer volumen del Diccionario geográfico-estadístico-histórico de España y sus posesiones de Ultramar de Pascual Madoz con las siguientes palabras:

SALAVE (San Salvador): felig. en la prov. y dióc. de Oviedo (21 leg.), part. jud. y ayunt. de Castropol (1). sit. á orillas del Océano Cantábrico, é izq. del r. llamado Herrerias ó Porcia; el clima es templado y saludable. Tiene 109 casas en los l. de Argimonies, Calvario, Portela, Medio, Rondela, Villar y distintos cas. La igl. parr. (San Salvador), es aneja de la de Sta. Maria de Campos, con la cual confina, y con las de Tapia y Valdepares. Cruza por el E. el mencionado r., sobre el que poco antes de su desagüe en el Océano existe el puente de Porcia. El terreno es llano y de mediana calidad. prod.: trigo, maiz, patatas, habichuelas, frutas y pastos; se cria ganado vacuno, de cerda y lanar, y pesca de varias clases. pobl.: 109 vec., 539 almas. contr.: con su ayunt. (V.).
(Madoz, 1849, p. 677)

Se fusionó con la parroquia de Campos para dar lugar a la de Campos y Salave, que ahora forma parte del municipio de Tapia de Casariego.